# Ștefan Golescu
Ștefan Golescu (ur. 1809, zm. 1874) – rumuński polityk z Wołoszczyzny, premier Rumunii od 26 listopada 1867 do 12 maja 1868 roku.

## Życiorys
Urodził się w bojarskiej rodzinie w Golești, studiował wraz z braćmi (Nicolae i Radu) w Szwajcarii. Po powrocie przyłączył się do Armii Wołoskiej i został majorem w 1836 roku. Wraz z bratem dołączył także do Stowarzyszenia Filharmonicznego, wbrew nazwie organizacji zbliżonej do masonerii.
Zaangażowany był w organizowanie rewolucji wołoskiej w 1848 roku; 9 czerwca 1848 roku został członkiem rządu prowincjonalnego, zajmując stanowisko ministra sprawiedliwości.
W czasie tworzenia nowej konstytucji, Golescu wspierał pomysły Nicolae Bălcescu dotyczące powszechnych wyborów, podczas gdy jego brat Nicolae opowiadał się za bardziej ograniczonym prawem do głosowania. Ștefan brał udział w delegacji wysłanej do Stambułu w celu negocjacji na temat kształtu nowej konstytucji podejmowanych z Imperium Osmańskim, panującym wówczas nad Wołoszczyzną.
Ștefan Golescu był członkiem wołoskiego zgromadzenia, które wybrało Aleksandra Jana Cuzę na księcia Wołoszczyzny i Mołdawii w 1859 roku. Potem był on członkiem Narodowej Partii Liberalnej pod przywództwem Iona Brătianu i z jej ramienia pełnił stanowisko szefa rządu Rumunii.